# Spiralantenne

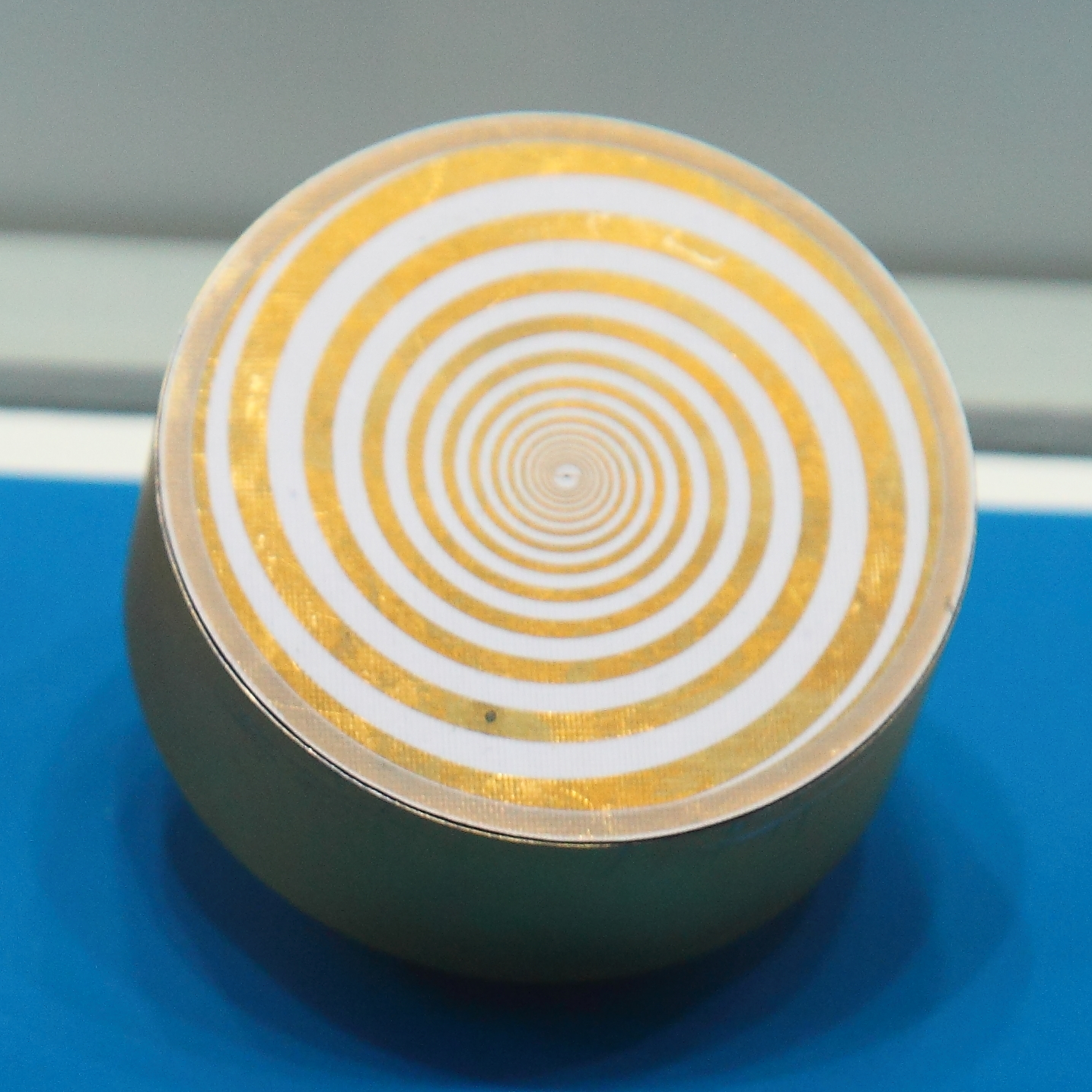
logarithmische Spiralantenne

Eine Spiralantenne ist eine planare logarithmische Antenne und besteht aus einem oder mehreren in einer Ebene spiralförmig gewundenen Leitern, wobei deren Krümmungsradius und effektiver Querschnitt von innen nach außen zunehmen. Spiralantennen sind sehr breitbandig, Bandbreiten von 1 GHz bis 20 GHz sind üblich und sie erzeugen eine zirkular polarisierte elektromagnetische Welle.
Eine zweiarmige Spiralantenne besteht aus zwei derartigen Leitern, die meist als Streifenleiter ausgebildet sind. Der Speisepunkt wird durch die inneren Enden der Streifenleiter gebildet. Im Gegensatz zu Wendelantennen strahlen Spiralantennen in beide Richtungen senkrecht zur Spiralebene.
Mischformen aus Spiral- und Wendelantenne sind kegel- oder kugelkalottenförmige, mit gewundenen Streifenleitern belegte Körper.
Diese sind wie Spiralantennen sehr breitbandig, strahlen jedoch gerichtet in nur eine Richtung ab. Anwendung von Spiralantennen liegen im Bereich der Avionik, Militärtechnik, bei Raumsonden und in Bereichen der Telemetrie.